# Cyprian Zdzitowiecki
Cyprian Zdzitowiecki (ur. ok. 1780, zm. 1848) – pułkownik Wojska Polskiego.
Był szefem batalionu w Pułku 4 Piechoty. Ranny 11 sierpnia 1809 pod Almonacid. Od czerwca 1810 komendant zakładu w Bordeaux. Od kwietnia 1812 dowodził pułkiem do powrotu płk. Tadeusza Wolińskiego. Ranny 28 listopada 1812 nad Berezyną.
Był prezesem komisji województwa podlaskiego. Był także członkiem Towarzystwa Przyjaciół Nauk w Lublinie. Pochowany w Lublinie na cmentarzu przy ulicy Lipowej.

## Awanse służbowe
- major – 16 września 1809
- pułkownik – 18 stycznia 1813